# Rhaphidostegium concolor
Rhaphidostegium concolor là một loài rêu trong họ Sematophyllaceae. Loài này được A. Gepp mô tả khoa học đầu tiên năm 1901.